# Ellipinion
Ellipinion és un gènere de cogombres de mar de les profunditats del mar de la família Elpidiidae. Va ser descrit per primera vegada pel biòleg marí francès Edgard Hérouard el 1923.

## Espècies
Les següents espècies es reconeixen dins del gènere Ellopinion:
- Ellipinion alani Rogacheva, Gebruk & Alt, 2013
- Ellipinion albida (Théel, 1882)
- Ellipinion bucephalum Hansen, 1975
- Ellipinion delagei (Hérouard, 1896)
- Ellipinion facetum (Hansen, 1975)
- Ellipinion galatheae (Hansen, 1956)
- Ellipinion kumai (Mitsukuri, 1912)
- Ellipinion molle (Théel, 1879)
- Ellipinion papillosum (Théel, 1879)
- Ellipinion solidum Hansen, 1975